# Abou Hammou Moussa II
Abou Hammou Moussa II de son nom Abou Hammou Moussa Ibn Abi Yaakoub Youssef Ibn Abi Zeyd Abd er-Rahman Ibn Yahya Ibn Yaghmoracen (en arabe : أبو حمو موسى الثاني بن أبي يعقوب يوسف بن أبي زيد عبد الرحمن بن يحي بن يغمراسن) a été sultan du royaume zianide de 1359 à 1389. Lettré, plus enclin à la diplomatie qu'aux batailles, il dut passer son règne à réprimer des révoltes, à lutter contre les prétendants soutenus par les Arabes et les Mérinides et à se défendre contre les intrigues et les complots de son fils.

## Biographie

### Jeunesse
Abu Hammou Musa II est né en 1324 à Grenade en Andalousie, il a fait son éducation à Grenade et devient un fin lettré. Puis, regagne son royaume à l'âge de 29 ans, à l'époque Tlemcen subit la défaite face aux Mérinides, Abou Hammou s'enfuit et trouve refuge à Tunis, où il est bien accueilli par les Hafsides.

### Retour sur le trône
Abu Hammou profite de la mort d'Abu Inan Faris et de la crise de succession qui affaiblit les Mérinides, pour  reconquérir Tlemcen où il est intronisé le 9 janvier 1359. Il reconstruit la souveraineté de l'État zianide et veut attester le souverain pouvoir de ses troupes, il attaque Béjaïa en 1366, mais y essuie un échec. Entre 1370 et 1372, il perd de nouveau sa capitale, au profit des Mérinides et se réfugie dans le Gourara-Touat. Puis il restaure à nouveau le sultanat zianide et envisage de déplacer sa capitale à Alger. Il compose également avec les tribus hilaliennes.
Sous son long règne (1359-1389, mais interrompu), l'État zianide a une vraie consistance. Il embellit Tlemcen, il fait construire la madrasa Yakoubia, l'une des cinq madrasa édifiées à Tlemcen sous les Zianides, ainsi que la mosquée voisine de Sidi Ibrahim al-Masmoudi. Poète, lettré et artiste, il fait édifier à El Mechouar, le palais de Dâr al-Fath, où il organise des réceptions fastueuses. Tlemcen connaît, sous l'influence de ce monarque cultivé, de brillantes fêtes, en particulier lors de la célébration du Mawlid. Le soufisme se développe également, avec le culte des walîs et autres chorfas. C'est dans cette atmosphère inspirée que se développe l'école musicale gharnati.
La fin de son règne demeure troublée, cette fois-ci par des querelles intestines suscitées par son fils aîné Abu Tashfin II, alors gouverneur de Ténès. Il est mort ainsi assassiné sur ordre de son fils.
Yahya Ibn Khaldoun était son plus proche conseiller et son historiographe. Abu Hamu Musa II a rédigé un ouvrage dans lequel il avait exposé ses vues sur l'art de gouverner : Wasitat al Suluk fi siyasat al Muluk (Le chapelet de perles ou le meilleur comportement politique des rois). Il est également l'auteur du poème chanté dans le gharnati, al-faradj karib (Que proche est la délivrance), d'inspiration événementielle, fêtant la délivrance de Tlemcen.

### Mariage et descendance
Le sultan Abou-Hammou avait un grand nombre de fils, l'ainé se nommait Abou-Tachefin Abd-Er-Rahman ainsi que trois autres fils; El-Montacer, Abou Zian-Mohammed et Omar surnommé Omaïr (petit Omar). Ces derniers naquirent d'une femme qu'il avait épousée à Mila, ville de la province de Constantine, à l'époque où il envahit les territoires de l'Empire Hafside. Il eut aussi beaucoup de fils de concubines,.

## Relations avec le Royaume de Grenade
Abou Hammou est né à Grenade après que son grand-père, le sultan Abu Saïd Uthman II soit exilé en Andalousie avec ses 4 fils. En Espagne, il acquit une solide culture Islamique. Le sultan zianide, après avoir regagné son royaume et s'échange des cadeaux avec le souverain de Grenade, Mohammed V al-Ghani. Les rapports entre Tlemcen et Grenade se concrétise en 1366 lorsque Mohammed V envoie son vizir Abu el-Barakat afin d'implorer secours et subventions en faveur des Grenadins menacés par une coalition chrétienne qui visait en premier lieu leur allié Pierre I de Castille, et n'allait pas tarder à se retourner contre eux. Le sultan zianide s'empressa d'envoyer de l'or, de l'argent, des chevaux et des navires chargés de blé mais surtout des contingents de l'armée Tlemcénienne qui joua un rôle non négligeable dans la campagne militaire de Mohamed V. Violant ainsi le traité d'alliance conclu entre les zianides et la couronne d'Aragon en 1362. Ceci attira aussi l'inimitié de Pierre IV d'Aragon, en représailles, des pirates Catalans réussissent a capturer un vaisseau se dirigent vers le port de honaïne dans le royaume de Tlemcen. Ce navire contenait de riches cadeaux de la part de Mohamed V à Abou Hammou II, les prisonniers tlemcéniens ne furent relâchés par Pierre IV que moyennant une forte rançon.

## Ouvrages
- Wasitat al-suluk fi siyasat al-muluk